# Kostel svaté Kateřiny (Krasov)
Kostel svaté Kateřiny v obci Krasov (okres Bruntál) je filiální kostel postavený roku 1677 a kulturní památka České republiky.

## Historie
První zmínky o Krasovu jsou z roku 1502. Na místě dřevěného kostela byl postaven v roce 1677 zděný kostel zasvěcený sv. Kateřině. Kostel byl přestavěn v novoklasicistickém slohu v letech 1867–1878. V roce 1914 byly prováděny opravy interiéru. Další opravy proběhly v roce 2014.
Kostel je obklopen hřbitovem, který je uzavřen obvodovou zdí s kapličkami. Na hřbitově je pohřben biskup Josef Schinzel (1869-1944), kterého v roce 1922 papež Pius XI. jmenoval světícím olomouckým biskupem a titulárním biskupem Elese.
Kostel patří pod Děkanát Krnov.

## Popis
Jednolodní orientovaná stavba s odsazeným kněžištěm Hranolová věž je netypicky vložena mezi kněžiště a hlavní loď. Věž je kryta cibulovitou bání. Střecha lodi sedlová se sanktusníkem. V boční fasádě prolomena nízká půlkruhová okna oddělená lizénami.
V průběhu první světové války byly rekvírovány zvony z roku 1899 vyrobené firmou Hilzer z Vídně. V roce 1926 byly nahrazeny zvony od firmy Winter.
V roce 2014 byla vypsaná veřejná zakázka Římskokatolickou farností Krasov na obnovu kostela ve výši 4 500 000 Kč. V roce 2014 byla poskytnuta dotace z Programu obnovy kulturních památek a památkově chráněných nemovitostí Moravskoslezského kraje na rok 2014 ve výši 290 000 Kč.  Obnovu kostela provedla firma H&B delta, s. r. o. Vsetín, celkové náklady dosáhly 4 884 710 Kč (včetně DPH).Státním zemědělským intervenčním fondem ze dne 12. června 2012 byla doporučena žádost na poskytnutí dotace na obnovu kostela sv. Kateřiny. V roce 2015 byla tato dotace z fondu Evropský zemědělský fond pro rozvoj venkova (European Agricultural Fund for Rural Development – EAFRD) poskytnuta ve výši 4 677 250 Kč.